# La Chapelle-en-Lafaye
La Chapelle-en-Lafaye é uma comuna francesa na região administrativa de Auvérnia-Ródano-Alpes, no departamento de Loire. Estende-se por uma área de 8,99 km². Em 2010 a comuna tinha 125 habitantes (densidade: 13,9 hab./km²).